# エア・フロリダ
エア・フロリダ(Air Florida)は、かつて1971年から1984年まで存在した、アメリカ合衆国の格安航空会社。

## 概要
ジミー・カーター政権による、航空規制緩和政策によってフロリダ州内のローカル航空会社から、全米・欧州に路線を拡大し、急成長したが、1982年のエア・フロリダ90便墜落事故をきっかけに利用客が激減し、設立後わずか12年で倒産してしまった。規制緩和後幾つも生まれては消えた新興航空会社の一つである。

## 歴史

### フロリダのローカル航空会社

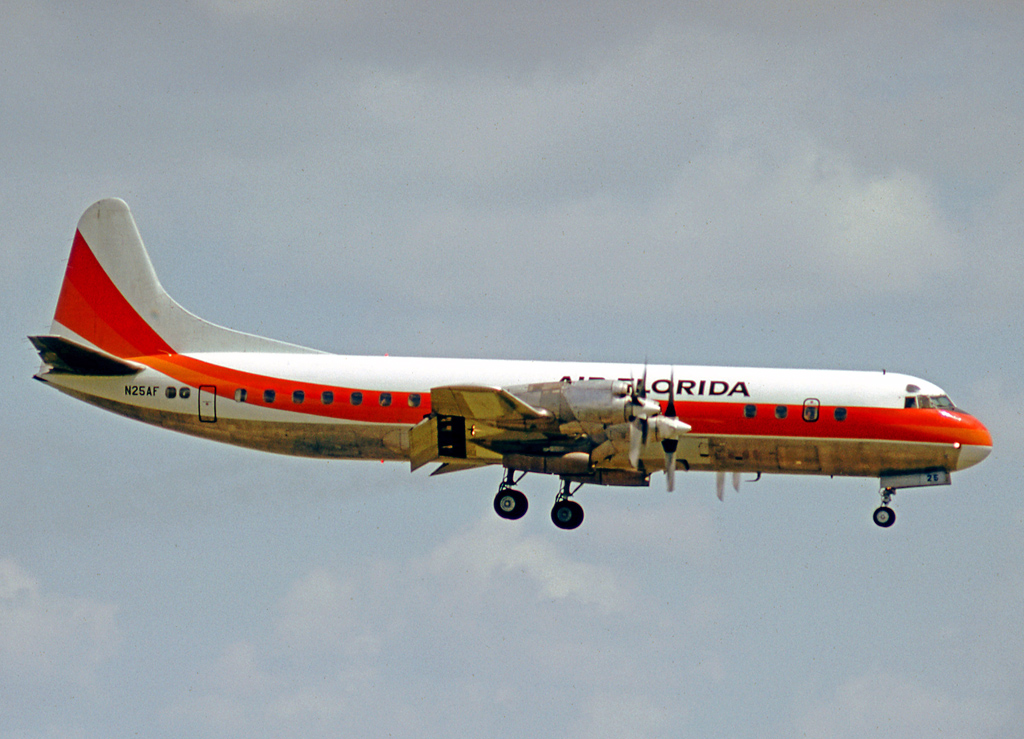
マイアミ国際空港に到着したエア・フロリダのロッキード L-188（1976年）

エア・フロリダは1971年にマイアミに設立された。設立当初は中古のロッキード L-188エレクトラや、ボーイング727、DC-9などを使ってフロリダ州内の路線を運航する、小さなローカル航空会社であった。

### 規制緩和とエア・フロリダの急成長

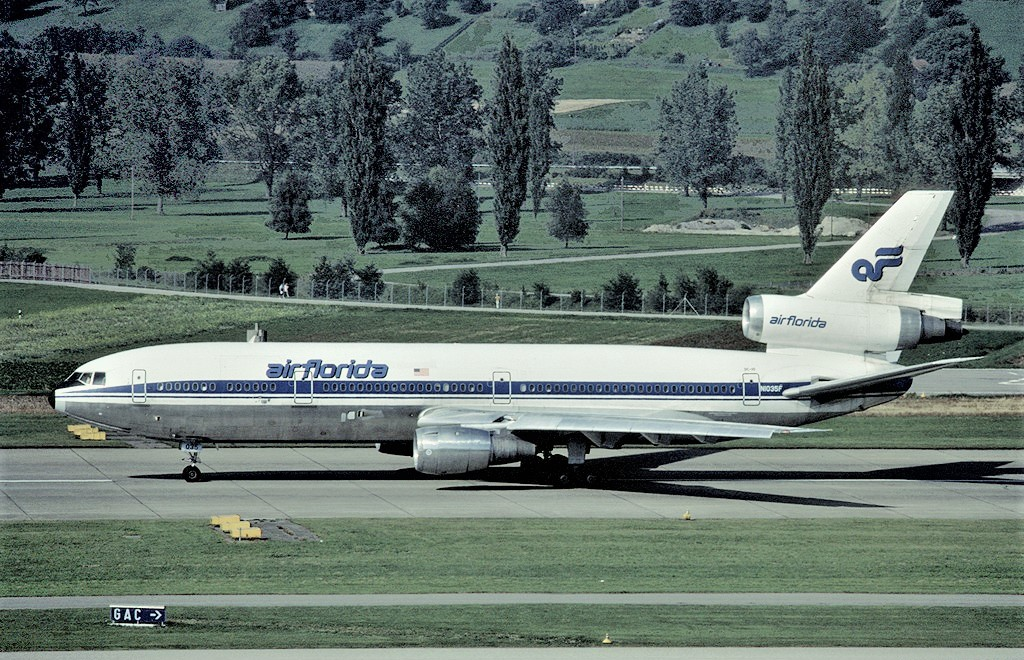
ダグラス DC-10（1981年）

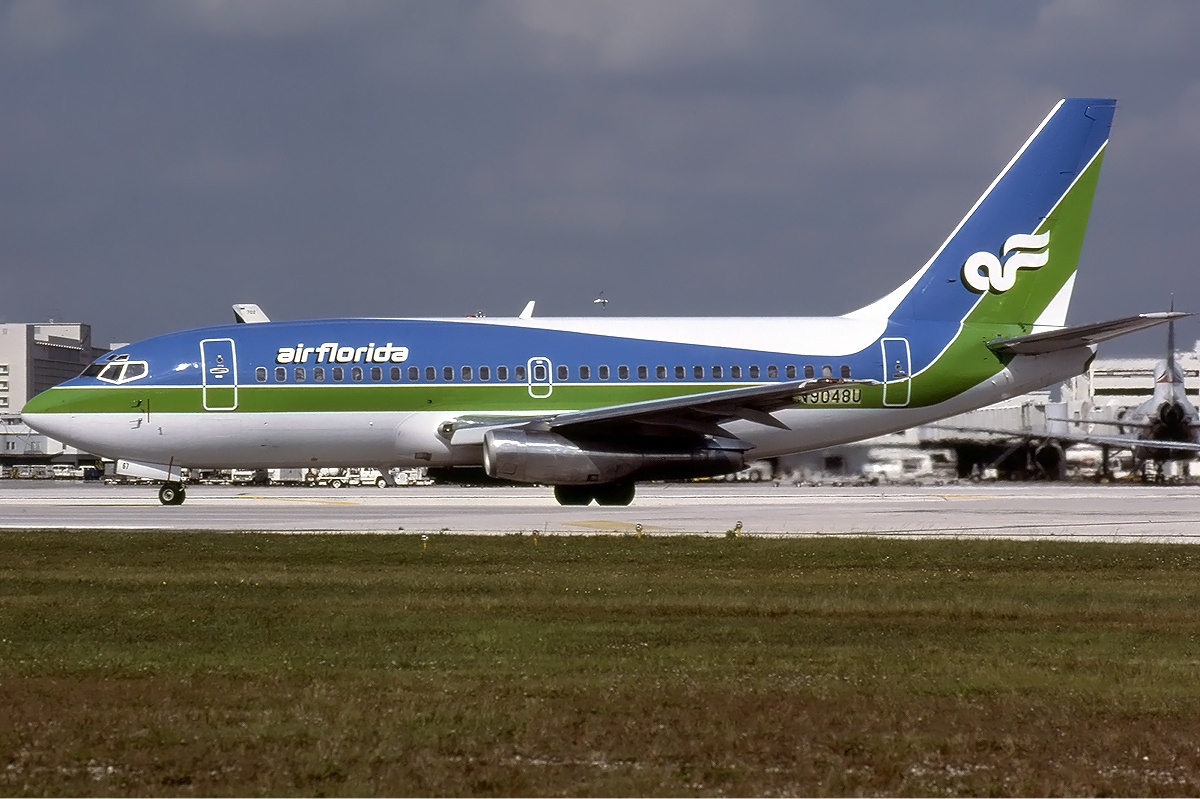
ボーイング737-200

この小さな航空会社の転機となったのは、1978年にカーター政権によって行われたディレギュレーションであった。エア・フロリダはその年の12月には初の州外路線であるマイアミ-ワシントンD.C.間の路線を開設。エア・フロリダを率いた元ブラニフ航空のエドワード・C・アッカーは新規路線や新機材の投入を積極的に行い、わずかの間に全米へ路線網を拡大した。
さらに、1980年には初の国際線となるマイアミ-ロンドン線をDC-10を使って開設。同じ年にはアムステルダムやブリュッセルへ定期便を就航したほか、欧州各地へチャーター便を運航するなど急成長を遂げていった。

### 行き詰まり
わずか数年で急成長を遂げたエア・フロリダだったが、そんな急成長にも陰りが見えるようになってきた。アッカーは古巣ブラニフ航空の南米路線を買収し、さらには西ベルリンを拠点にしていたエア・ベルリンにも資本参加し、買収を狙ったが失敗してしまった。
さらに、そのアッカー自身がライバルである名門大手のパンアメリカン航空（パンナム）へ移り、社長になってしまった。アッカーの後のエア・フロリダの経営陣は短い間に交代して安定せず、一方パンナムに移籍したアッカーは、今度はエア・フロリダに対して値下げ攻勢を行うようになった。こうして、エア・フロリダの行く手には暗雲が漂い始めた。

### 破局
そんな中の1982年1月13日、ワシントン・ナショナル空港を離陸したフォートローダーデール行きの90便がポトマック川に墜落、乗客乗員74人と地上で巻き込まれた4人の計78人が死亡するという大事故（エア・フロリダ90便墜落事故）を起こしてしまった。この事故によって利用客は激減し、エア・フロリダは定期国際線からの撤退を余儀なくされた。
こうして、急成長を遂げたエア・フロリダも、事故後は坂を転がり落ちるように衰退、路線も縮小していき、1984年には倒産。その年の7月3日には全ての運航を停止し、消滅してしまった。

## 所有していた機材

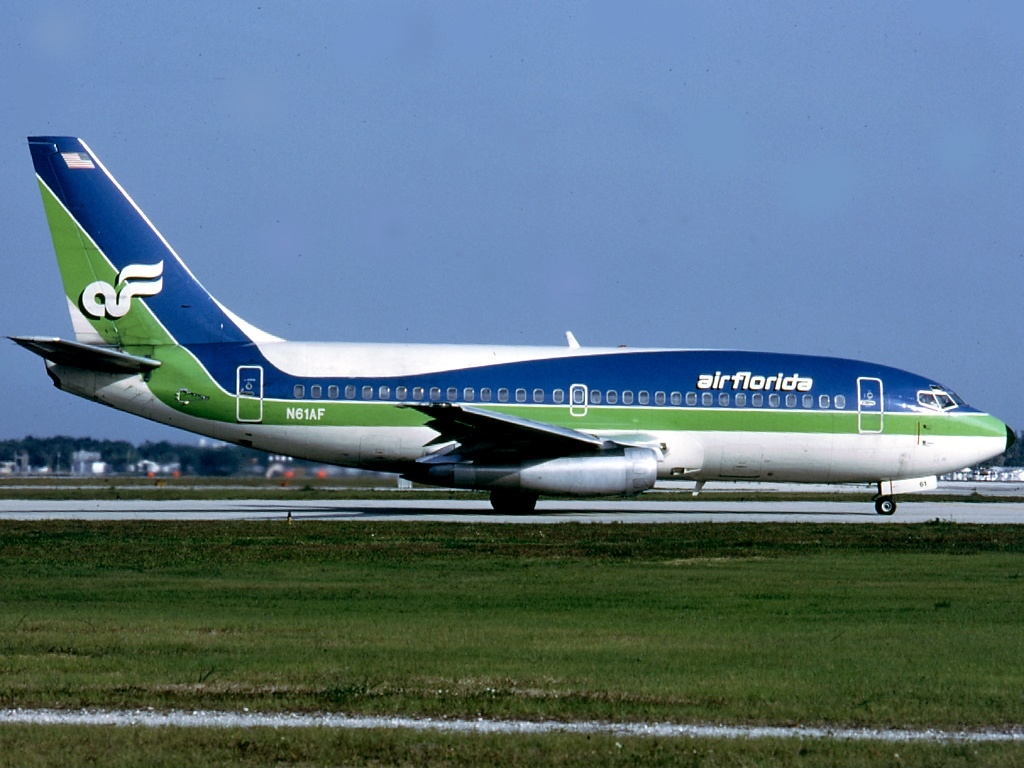
ボーイング737-200

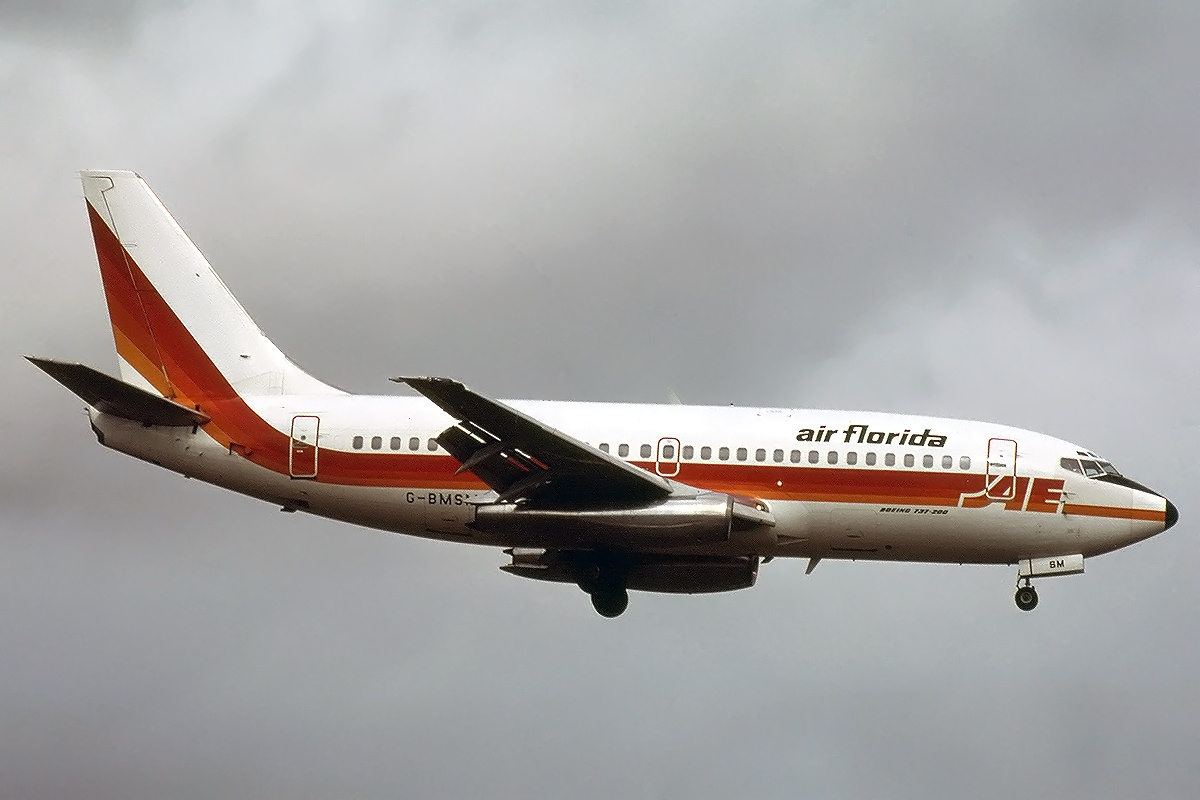
ボーイング737-200（エア・ユーロピア塗装）

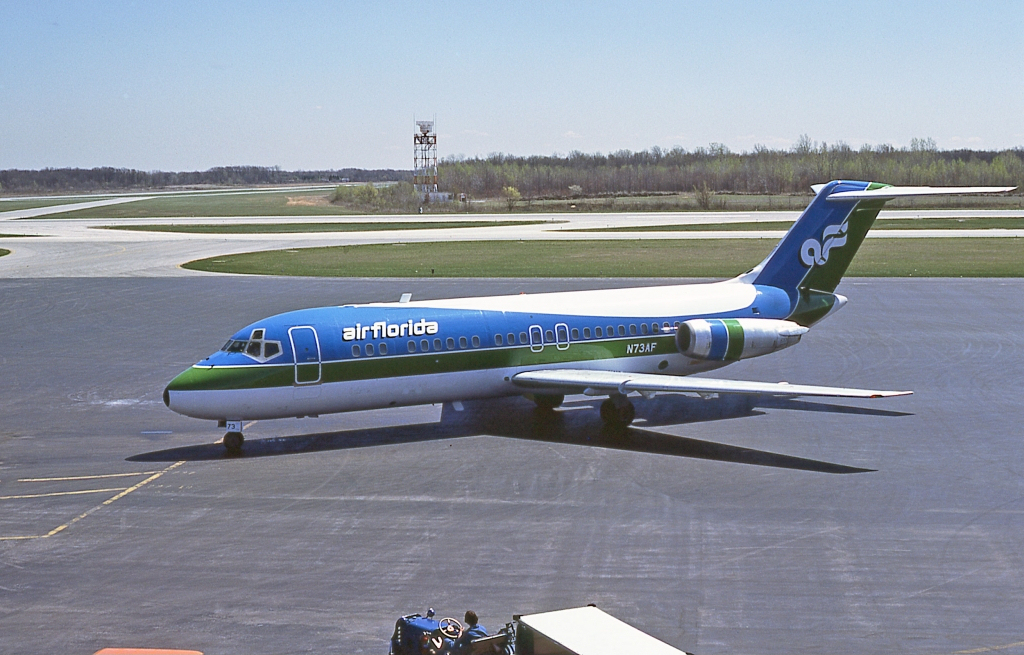
ダグラス DC-9-15

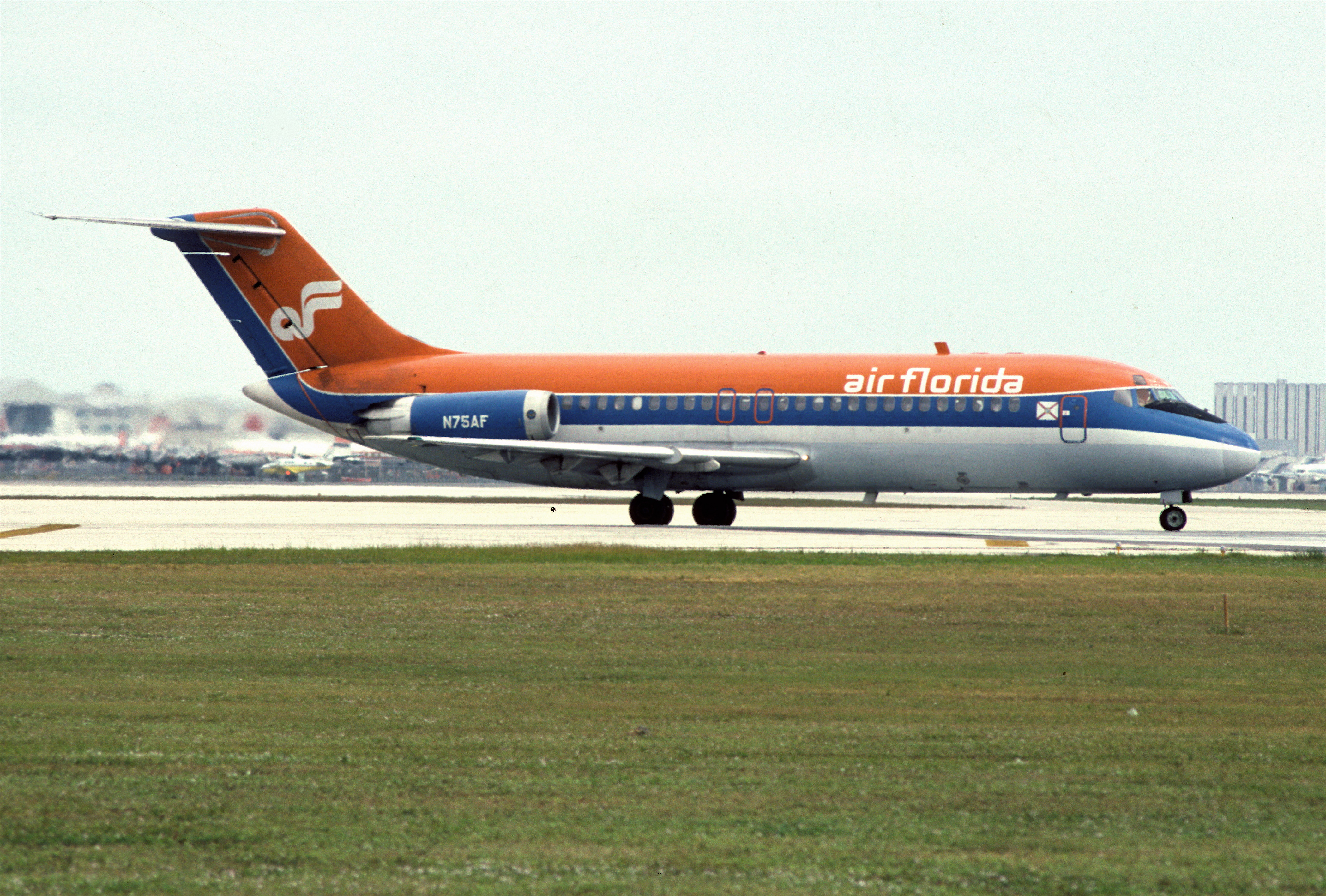
ダグラス DC-9-15RC

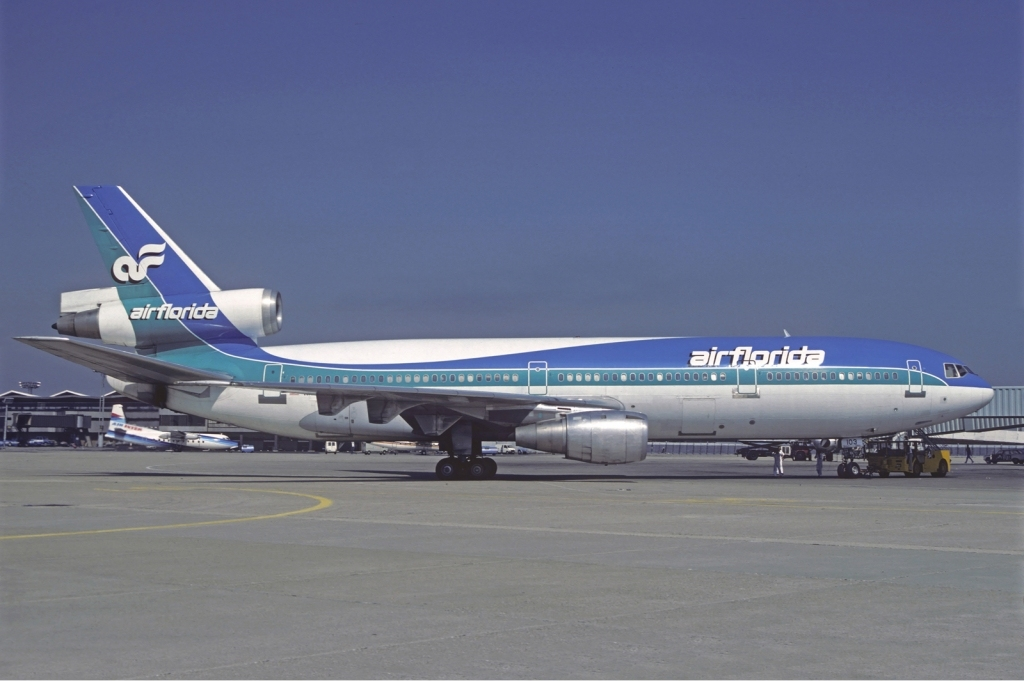
マクドネル・ダグラス DC-10

- マクドネル・ダグラス DC-9
- マクドネル・ダグラスDC-10-30
- ボーイング727
- ボーイング737
- ロッキード L-188 エレクトラ